# Lastimar los sentimientos del pueblo chino

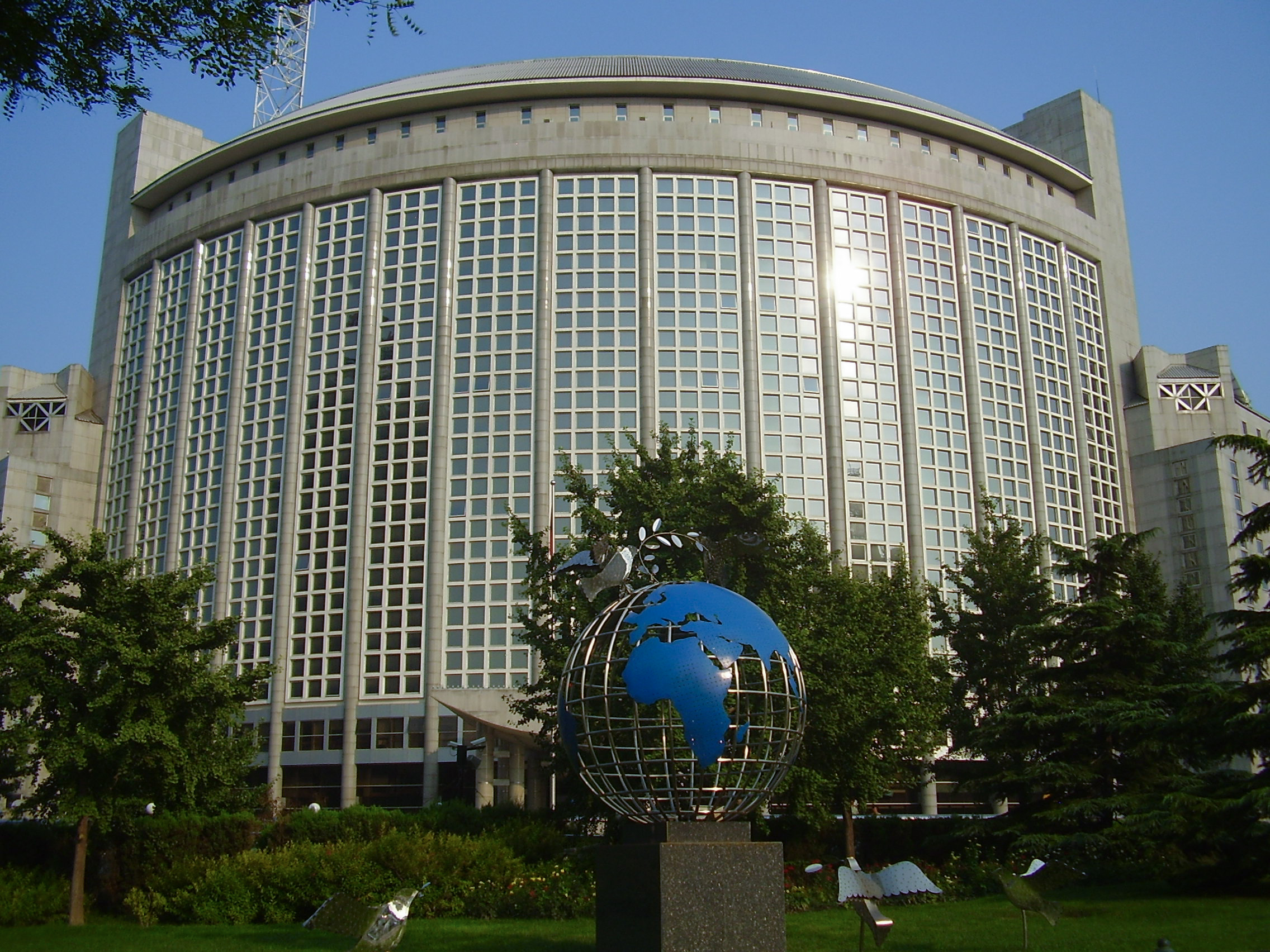
El Ministerio de Relaciones Exteriores de la República Popular China.

"Lastimar los sentimientos del pueblo Chino" (en chino, 伤害中国人民的感情; pinyin, shānghài Zhōngguó rénmín de gǎnqíng) es una frase política utilizada por el Ministerio de Relaciones Exteriores de la República Popular China y organizaciones de medios estatales como el Diario del Pueblo, China Daily, la Agencia de Noticias Xinhua y el Global Times, para expresar insatisfacción o condenar las palabras, acciones o políticas de una persona, organización o gobierno que son percibidos de una manera adversa para China, a través de la adopción de un argumento ad populum en contra del blanco de la condena. Formas alternativas de esta frase incluyen el "lastimar los sentimientos de 1300 millones de personas" (en chino, 伤害13亿人民感情) y "lastimar los sentimientos de la raza china" (en chino, 伤害中华民族的感情).

## Origen
La frase apareció por primera vez en el año 1959 en el Diario del Pueblo, en donde fue usada para criticar a la India después de una disputa territorial. En décadas posteriores la frase ha sido usada regularmente para expresar el disgusto del gobierno chino a través de sus múltiples canales de comunicación oficiales. Los blancos de acusaciones de haber "lastimado los sentimientos del pueblo chino" van desde gobiernos nacionales y organizaciones internacionales, a compañías como fabricantes automotrices, y celebridades. Aunque de origen burocrático, también se ha animado a la gente corriente a utilizar la expresión para mostrar su insatisfacción ante las críticas dirigidas a China.

## Análisis

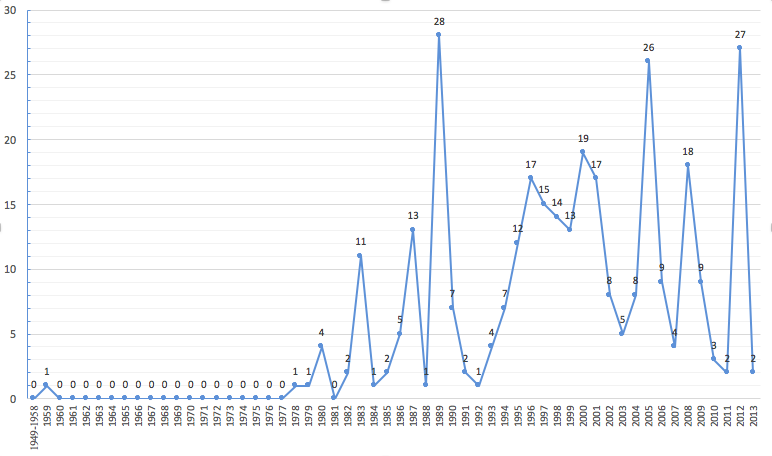
La frecuencia en la que la frase "lastimar los sentimientos del pueblo chino" es utilizada en los artículos del Diario del Pueblo cada año.

Un estudio conducido por David Bandurski como parte del China Media Project en la Universidad de Hong Kong seleccionó 143 muestras de la frase en extractos del Diario del Pueblo publicados entre 1959 y 2015; en esta muestra Japón fue el país acusado con más frecuencia de haber "lastimado los sentimientos del pueblo chino" con 51 casos, mientras que Estados Unidos obtuvo el segundo lugar con 35 casos. De asuntos específicos que provocaron condenas a través del uso de la frase, 28 fueron con relación al estatus político de la República de China, mientras que el debate sobre la soberanía del Tíbet provocó condenas utilizando la frase 12 veces.
Un artículo de la edición de diciembre de 2008 de la revista Time utilizó una encuesta estadística informal para analizar el uso de la frase dentro de las publicaciones Diario del Pueblo, señalando que durante el periodo entre 1946 y 2006 hubo más de 100 artículos acusando a un blanco de haber "lastimado los sentimientos del pueblo chino". En junio de 2015, el Global Times publicó un análisis que concluyó que el Diario del Pueblo había publicado, entre el 15 de mayo de 1946 y el 1° de mayo de 2015, 237 artículos con acusaciones en contra de 29 diferentes países de haber lastimado sentimientos; entre estas acusaciones, 9 eran en contra de la India, 16 contra Francia, 62 contra Estados Unidos y 96 contra Japón.
Horng-luen Wang (en chino, 汪宏倫; pinyin, Wāng Hónglún), investigador asociado del Instituto de Sociología en la Academia Sínica en Taiwán, encontró 319 ejemplos de "lastimar los sentimientos del pueblo chino" en el Diario del Pueblo entre 1949 y 2013, basado en datos obtenidos de la base de datos del Diario del Pueblo.

## Crítica
En un artículo publicado en febrero de 2016 en The Economist se sugería que el Partido Comunista de China utilizaba la frase como instrumento para abandonar su principio diplomático oficial de no injerencia en los asuntos internos de otros países.
Un artículo de opinión de septiembre de 2016 en The Guardian escrito por Merriden Varrall, Directora del Programa de Asia Oriental del Instituto Lowy de Sídney, Australia, afirma que los estudiantes chinos en Australia a menudo usaban la frase "lastimar los sentimientos del pueblo chino" para desviar la crítica a China, sin embargo los australianos no respondían de la misma manera cuando alguien criticaba a Australia.

## Eventos históricos

### Estados Unidos

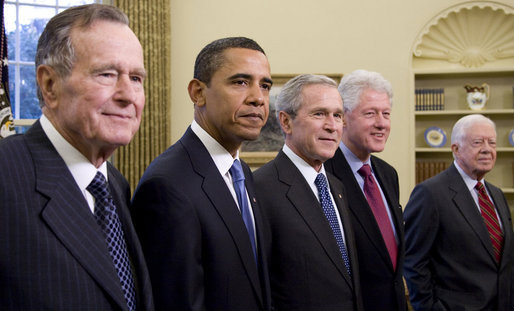
Centro: Barack Obama, George W. Bush, Bill Clinton.

Los presidentes Bill Clinton, George W. Bush y Barack Obama han sido acusados por ministros y voceros del Ministerio de Relaciones Exteriores de la República Popular China de haber "lastimado los sentimientos del pueblo chino" en relación con sus reuniones con Tenzin Gyatso.

### Japón
Las visitas de los primeros ministros japoneses al Santuario Yasukuni, como las de Yasuhiro Nakasone (en 1985) y Jun'ichirō Koizumi (entre 2001 y 2006), suscitaron críticas utilizando la frase de varios funcionarios del gobierno chino y organizaciones de medios de comunicación estatales.
El 15 de septiembre de 2012, después de que el gobierno japonés nacionalizara el control sobre tres islas privadas dentro del grupo de Islas Senkaku, la Agencia de Noticias Xinhua señaló que el movimiento había "lastimado los sentimientos de 1300 millones de chinos".

### Vaticano
El 1° de octubre de 2000, el Papa Juan Pablo II canonizó 120 misionarios y seguidores que murieron en China durante la era de la Dinastía Qing y la República de China; en respuesta, el Diario del Pueblo expresó que dichas acciones habían "lastimado en gran medida los sentimientos de la raza china y eran una seria provocación a los 1200 millones de chinos". El Ministerio de Relaciones Exteriores de la República Popular China publicó un comunicado señalando que el Vaticano había "lastimado seriamente los sentimientos del pueblo chino y la dignidad de la nación china".
En 2005, la Asociación Patriótica Católica China declaró que la asistencia del presidente de Taiwán, Chen Shui-bian, al funeral del Papa Juan Pablo II "lastimado los sentimientos del pueblo chino, incluidos cinco millones de católicos".

### Europa
En el año 2000 la Academia Sueca otorgó el Premio Nobel de Literatura a Gao Xingjian; el Diario del Pueblo escribió que las "acciones regresivas" habían "lastimado en gran medida los sentimientos de la raza china y eran una seria provocación a los 1200 millones de chinos".
El 24 de septiembre de 2007, el portavoz del Ministerio de Relaciones Exteriores de China, Jiang Yu (en chino, 姜瑜), expresó que el encuentro de la canciller alemana Angela Merkel con el 14.º Dalai Lama "lastimado los sentimientos del pueblo chino y socavaba gravemente las relaciones entre China y Alemania". La reunión del Dalai Lama con el presidente francés Nicolas Sarkozy en diciembre de 2008 suscitó críticas similares, y el Ministerio de Relaciones Exteriores de China publicó un comunicado de prensa en el que insistía en que las acciones de Sarkozy "constituyen una grave injerencia en los asuntos internos de China y ofenden los sentimientos del pueblo chino"; la Agencia de Noticias Xinhua condenó la reunión de Sarkozy por "no sólo lastimado los sentimientos del pueblo chino, sino también socavar las relaciones chino-francesas".
El 23 de octubre de 2008, el Parlamento Europeo otorgó el Premio Sájarov de 2008 al activista social Hu Jia. Previo al anuncio, China había presionado al Parlamento Europeo de prevenir a Hu Jia de ganar el premio, con el embajador chino en la Unión Europea escribiendo una carta de advertencia al Presidente del Parlamento Europeo señalando que de recibir Hu Jia el premio, las relaciones Sino-Europeas se verían seriamente dañadas y "lastimaría los sentimientos del pueblo chino".

### México

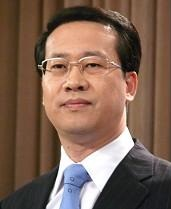
El vocero del Ministerio de Relaciones Exteriores Chino Ma Zhaoxu.

El 9 de septiembre de 2011, el presidente de México Felipe Calderón Hinojosa se reunió con el decimocuarto Dalai Lama; el 10 de septiembre, el vocero del Ministerio de Relaciones Exteriores Chino Ma Zhaoxu realizó una declaración oficial, señalando que China expresaba una fuerte insatisfacción y una determinada oposición a la reunión, la cual había "lastimado los sentimientos del pueblo chino".

### Canadá
Tras la detención de Meng Wanzhou en diciembre de 2018, la Agencia de Noticias Xinhua acusó al Canadá de ayudar al comportamiento hegemónico estadounidense, que "lastimado los sentimientos del pueblo chino".

### Hong Kong
El 3 de agosto de 2019, durante las Protestas en Hong Kong de 2019-2020, un manifestante desconocido bajó la bandera nacional de China en Tsim Sha Tsui y la arrojó al mar; la Oficina de Asuntos de Hong Kong y Macau publicó un comunicado condenando a los "extremistas radicales que violaron seriamente la Ley sobre el uso de la Bandera Nacional de la República Popular China... flagrantemente ofendiendo la dignidad del país y la nación, deliberadamente pisoteando la base del principio de un país, dos sistemas, y lastimado en gran medida los sentimientos del pueblo chino".

### Australia
El 26 de agosto de 2020, Wang Xining (en chino, 王晰宁), ministro de la embajada china en Australia, expresó que el apoyo de Australia a la propuesta de una investigación independiente sobre las causas de la Pandemia de COVID-19 "lastima los sentimientos del pueblo chino", en su declaración al Club Nacional de Prensa de Australia.